# С большой буквы
«С большой буквы», или «Жи́рным шри́фтом» (англ. The Bold Type) — американский комедийно-драматический телесериал, источником вдохновения для которого послужила жизнь главного редактора Cosmopolitan Джоан Коулс. Двухчасовая премьера сериала состоялась 11 июля 2017 года на Freeform, тогда как превью пилотного эпизода было показано 20 июня того же года.
4 октября 2017 года сериал был продлён сразу на два сезона по 10 эпизодов каждый. 14 мая 2019 года на официальном твиттер-аккаунте сериала появилась информация о выходе 4 сезона в 2020 году. 27 января 2021 года телеканал Freeform продлил телесериал на пятый и финальный сезон. Его премьера состоится 26 мая 2021 года.
В России премьера сериала состоялась 17 декабря 2018 года на Sony Channel под названием «С большой буквы».

## Сюжет
Сериал рассказывает о трёх подругах — Джейн Слоан (Стивенс), Кэт Эдисон (Ди) и Саттон Брэйди (Фейхи) — которые работают в известном модном женском журнале Scarlet. Девушки вращаются в мире высокой моды, влюбляются и наслаждаются жизнью в Нью-Йорке.

## В ролях
- Кэти Стивенс — Джейн Слоан
- Аиша Ди — Кэт Эдисон
- Меган Фэйхи — Саттон Брэйди
- Сэм Пэйдж — Ричард Хантер
- Мэтт Уорд — Алекс Кроуфорд
- Мелора Хардин — Жаклин Карлайл

## Отзывы критиков
Сериал получил в общем положительные отзывы критиков. На сайте-агрегаторе Rotten Tomatoes рейтинг одобрения, основанный на 30 рецензиях со средним рейтингом 7,7 из 10, составляет 93 %. На Metacritic сериал получил 56 баллов из 100 на основе восьми «смешанных и средних» отзывов.